# パレーズ・エンド
『パレーズ・エンド』（Parade's End）は、2012年にイギリスBBC TwoとアメリカのHBOが制作した、エドワード朝から第一次世界大戦後までを舞台にしたドラマである。フォード・マドックス・フォードの同名小説を原作とし、監督スザンナ・ホワイト、主演ベネディクト・カンバーバッチによる。日本では2013年にWOWOWで放送されている。

## ストーリー

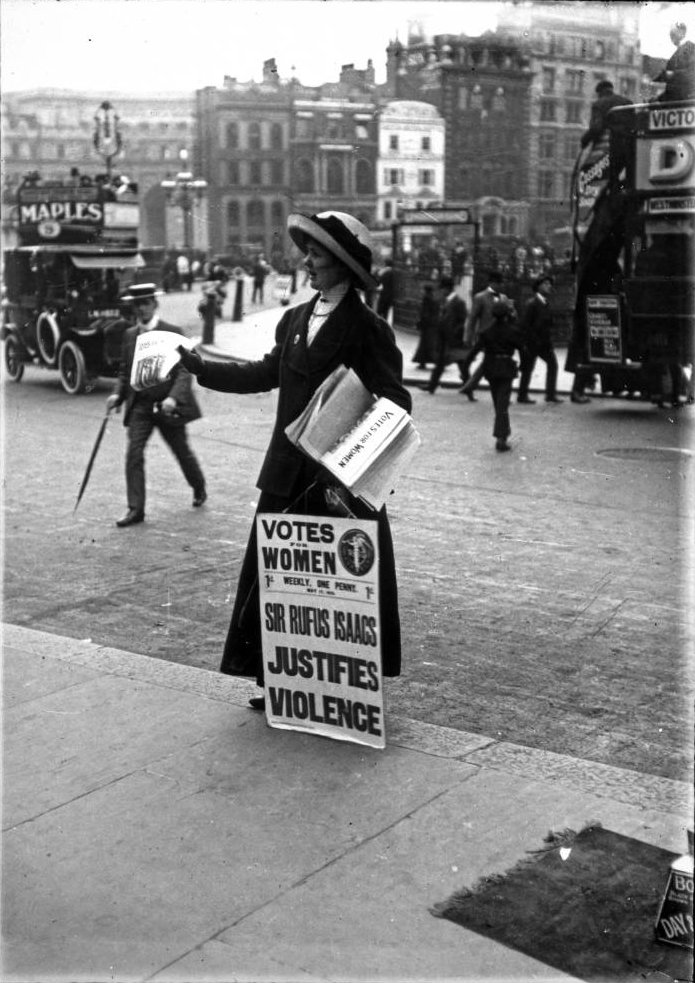
イギリスの女性参政権活動家

エドワード朝は、しばしばその後の第一次世界大戦と比較してロマンティックに描かれるが、イギリスが様々な面で揺れた時代でもあった。1908年のイギリス。モラルに厳格で、聖公会の信者である貴族の青年クリストファー・ティージェンスは、政府直轄の統計局に勤めていた。ある時、カトリック信者のシルヴィアと1度だけ関係を持ち、その後結婚したが、この結婚はいわくつきだった。シルヴィアは既に身重で、その子供の父親はクリストファーではなく、元愛人であるといわれており、実際シルヴィアの交遊関係は派手なものであったが、クリストファーは見て見ぬふりをし、妻への貞節を守っていた。一方でクリストファーの同僚で親友でもあるヴィンセント・マクマスターは、夫のいるイーディスと恋愛関係に陥る。
その後ほどなくして、シルヴィアはペローンという男と外国へ逃げてしまう。そんな時、クリストファーは怖いもの知らずで純粋な女性参政権活動家のヴァレンタイン・ワノップと出会い、彼女に魅せられるようになる。一方、イーディスとの不倫現場を目撃されたマクマスターは、クリストファーに彼女をロンドンまで連れ戻させるが、このためクリストファー、マクマスター、イーディスが三角関係であるとの噂が立つ。そんな中、シルヴィアが縒りを戻しにクリストファーのもとを訪れた。保守的でモラルに厳しいクリストファーは、離婚もせずにシルヴィアとの生活を再開させたが、やがてシルヴィアはヴァレンタインの存在に気づき、夫を渡すまいと必死になる。
1914年、イギリスがドイツに宣戦布告し、クリストファーは、戦争のためにデータの捏造を依頼されたことに腹を立てて辞職し、シルヴィアとヴァレンタインの反対を押し切って、カンピオン将軍の隊に入って戦地におもむく。しかしフランスでクリストファーは戦争恐怖症に陥り、その一方でシルヴィアは新しい相手を見つけ、またイーディスとマクマスターは新生活の計画を練っていた。そしてシルヴィアは、息子マイケルを連れて、ルーアンにいたクリストファーの元を訪れる。戦地まで訪ねてきたシルヴィアの真意を図りかねるクリストファーだったが、ホテルで彼女に再会し、久々にシルヴィアを抱き寄せようとするものの、シルヴィアの愛人で、同じ基地にいたペローンが乱入、憲兵司令官のオハラ将軍を巻き込んで一大騒動に発展し、クリストファーは上官への暴行のかどで逮捕されてしまう。

1916年、ソンムの戦いでのイギリス軍の塹壕。一人の兵士が見張りに立っている。

カンピオン将軍は、クリストファーを昇格という名目で前線に送る。そこでクリストファーは、戦争恐怖症と飲酒問題で更迭された指揮官の後任となるが、戦闘のさなかにシルヴィアの悪行を知り、ひどく狼狽する。その後クリストファーは本国に戻るが、すでにシルヴィアは夫をヴァレンタインから取り戻そうとはしなかった。その一方で、ヴァレンタインは女性への参政権獲得という、ささやかな勝利を勝ち取っていた。

## エピソード
戦場の塹壕のシーンについて、ティージェンスや兵士たちが当時どのような体験をしたか、その再現に苦心したカンバーバッチはこのように話している。
「塹壕にいるのは非常にタフなことだったが、その周囲を歩き回るだけで、ちょっとだけ昔に戻ることができてラッキーだった。」
「塹壕に入ると言うことは、墓穴と同じくらいの深さに潜ることだ。錫でできたヘルメットをかぶると、目から上のものが見えなくなってしまう。今の僕たちには想像もできない恐ろしい状態の中で、死が降りかかってくるのを、あの当時の人々はどう体験したのだろう。大砲のレベルは今の兵器には及ばなかっただろうが。」
また、このクリストファーの役を、今まで演じた中で一番素晴らしい役と語っており、クリストファーの特性を見習いたいとしている。

## キャスト
- クリストファー・ティージェンス：ベネディクト・カンバーバッチ
- シルヴィア・ティージェンス：レベッカ・ホール
- ヴァレンタイン・ワノップ：アデレイド・クレメンス
- ヴィンセント・マクマスター：スティーヴン・グレアム
- イーディス・ドゥーシュマン：アンヌ＝マリー・ダフ
- ロジャー・アラム
- ルパート・エヴェレット
- ジャネット・マクティア
- ミランダ・リチャードソン
- フレディ・フォックス
- ジャック・ヒューストン

### 日本語吹き替え
| 役名                           | 俳優                         | 日本語吹き替え | 日本語吹き替え |
| 役名                           | 俳優                         | DVD版          | WOWOW版        |
| ------------------------------ | ---------------------------- | -------------- | -------------- |
| クリストファー・ティージェンス | ベネディクト・カンバーバッチ | 三上哲         | 小森創介       |
| シルヴィア・ティージェンス     | レベッカ・ホール             | 岡寛恵         | 高橋理恵子     |
| ヴァレンタイン・ワノップ       | アデレイド・クレメンス       | 本名陽子       | 佐古真弓       |
| ヴィンセント・マクマスター     | スティーヴン・グレアム       | 山野井仁       | 根本泰彦       |
| イーディス・ドゥーシュマン     | アンヌ＝マリー・ダフ         |                | 杉村理加       |

- DVD版：2013年12月18日に発売されたDVDに収録。
- WOWOW版：2013年4月27日からWOWOWで放送。

## スタッフ
- 監督：スザンナ・ホワイト
- 製作：セルウィン・ロバーツ
- 製作総指揮：トム・ストッパード
ミシェル・バック
ダミアン・ティマー
ベン・ドナルド
サイモン・ヴォーン
デヴィッド・パーフィット
- 原作：フォード・マドックス・フォード
- 脚本：トム・ストッパード

## DVD
2013年12月18日に3枚組のDVDが発売されている。